# Peratodonta brunnea
Peratodonta brunnea är en fjärilsart som beskrevs av Aurivillius 1904. Peratodonta brunnea ingår i släktet Peratodonta och familjen tandspinnare. Inga underarter finns listade i Catalogue of Life.